# Ворота Пинти
Порта Пинти, или Ворота Пинти (итал. Porta Pinti) — утраченный памятник архитектуры, часть древней крепостной стены во Флоренции. В 1865 году ворота были разрушены при строительстве Флорентийской кольцевой дороги.
Ворота были построены учениками Арнольфо ди Камбио. Своё название они получили, вероятно, от монахов из близлежащего монастыря Сан-Джусто-алле-Мура (монастырь Святого Юста у стены), называемых «пинтори» (живописцами), они расписывали витражи, в честь которых, в свою очередь, был назван и находившийся рядом пригород Борго Пинти. Ныне это улица в черте Флоренции. Из ворот Пинти дорога вела во Фьезоле.
Они стали единственными большими воротами в этой части города, которые были снесены архитектором Джузеппе Поджи во время реконструкции Флоренции. Между мешавшими строившейся кольцевой дороге древними воротами и близлежащим Английским кладбищем, открытым в 1827 году, архитектор выбрал кладбище. Он сохранил его, но ограничил с двух сторон полосами движения, что привело к изоляции кладбища. Среди горожан оно было прозвано «островом мёртвых». 
Память о воротах Пинти сохранилась на старом каменном щите с геральдическими лилиями Флоренции на здании, стоящем на углу площади, которая находилась перед воротами до их уничтожения.